# Lasse Nielsen
Pour les articles homonymes, voir Nielsen.
Lasse Nielsen, né le 15 avril 1950 et mort le 28 novembre 2024, est un réalisateur et scénariste danois.

## Biographie

### Formation et carrière
Lors de sa formation d'éducateur, Lasse Nielsen, dyslexique, préfère s'exprimer à travers les images plutôt que l'écriture. Après son premier essai Vi er alle sammen sammen (Nous sommes tous ensemble), il tourne son premier long métrage La'os være en 1975.

### Accusations d'abus sexuels
En 2018, plusieurs acteurs ayant tourné pour le réalisateur dans les années 1970 alors qu'ils étaient mineurs l'accusent d'abus sexuels. Lasse Nielsen admet des relations sexuelles mais estime que les relations étaient consenties.

## Filmographie
- 1975 : La' os være
- 1976 : Maske ku' vi
- 1978 : You Are Not Alone (Du er ikke alene)
- 2010 : The Story of Net
- 2010 : Lek and the Waterboy
- 2013 : Happy Birthday (court métrage)
- 2015 : The Kite

## Récompenses et distinctions
- Festival de Berlin
  - Berlinale 1975 : La os være
- Festival international du film de Chicago
  - Festival international du film de Chicago 1979 : You Are Not Alone (Du er ikke alene)
- Festival international du film LGBT de Turin
  - Festival international du film LGBT de Turin 2013 : Happy Birthday
- Projection durant la semaine des visibilités de Strasbourg, le 10 juin 2016, au Centre LGBTi de Strasbourg "La Station" : "Lek and the Waterboy" et en bonus "The Kite"
- Festival Chéries-Chéris, Paris les 16 et 22 novembre 2016 : "The Kite"